# Miss Mississippi USA
A competição de Miss Mississippi USA é o concurso de beleza destinado a eleger a representante do Estado do Mississippi para o concurso Miss USA.
O Mississippi não tem sido bem sucedido nas edições do Miss USA, com apenas 10 classificações até 2010. O Estado não tem nenhum título e a melhor performance foi o segundo lugar conseguido por Leah Laviano em 2008.
Quatro vencedoras da disputa adulta competiram no Miss Teen USA e, até 2007, quatro tinham competido no Miss América.
O concurso é dirigido pela Miss Tennessee USA 1989, Kim Greenwood.

## Sumário de resultados

### Classificações
- 2ª(s) colocada(s): Leah Laviano (2008)
- 4ª(s) colocada(s): Cindy Williams (1986)
- 5ª(s) colocada(s): Laurie Kimbrough (1979), Dana Richmond (1988)
- Top 10: Jennifer Adcock (2005), Breanne Ponder (2010)
- Top 11/12: Katharine Manning (1987), Stephanie Teneyck (1990)
- Top 15: Marlene Britsch (1961), Patricia Ann Turk (1964)

### Premiações Especiais
- Miss Fotogenia: Stephanie Teneyck (1990)

## Vencedoras
| Ano       | Nome                   | Cidade         | Idade1 | Classificação no Miss USA | Premiações Especiais no Miss USA | Notas |
| --------- | ---------------------- | -------------- | ------ | ------------------------- | -------------------------------- | --- |
| 2020      | Asya Branch            | Booneville     | 21     |                           |                                  | Anteriormente Miss Mississippi 2018                                                                       |
| 2019      | Madeleine Overby       | Columbus       | 21     |                           |                                  | |
| 2018      | Laine Alden Mansour    | Tupelo         | 21     |                           |                                  | |
| 2017      | Ashley Hamby           | Madison        | 23     |                           |                                  | |
| 2016      | Haley Sowers           | Meridian       | 22     |                           |                                  | Anteriormente Miss Mississippi Teen USA 2010 e 5ª colocada no Miss Teen USA 2010                          |
| 2015      | Courtney Byrd          | Oxford         | 22     |                           |                                  | |
| 2014      | Chelsea Reardon        | Southaven      | 23     |                           |                                  | |
| 2013      | Paromita Mitra         | Hattiesburg    | 21     |                           |                                  | Anteriormente Miss Mississippi Teen USA 2009                                                              |
| 2012      | Myverick Garcia        | Hattiesburg    | 21     |                           |                                  | |
| 2011      | Keeley Patterson       | Starkville     | 20     |                           |                                  | |
| 2010      | Breanne Ponder         | Mount Olive    | 20     | Top 10                    |                                  | |
| 2009      | Jessica Lauren McRaney | Terry          | 23     |                           |                                  | Anteriormente Miss Mississippi Teen USA 2004                                                              |
| 2008      | Leah Laviano           | Ellisville     | 19     | 2ª colocada               |                                  | |
| 2007      | Jalin Wood             | Waynesboro     | 25     |                           |                                  | Anteriormente Miss Mississippi 2004                                                                       |
| 2006      | Kendra King            | Monticello     | 20     |                           |                                  | |
| 2005      | Jennifer Adcock        | Hattiesburg    | 24     | Finalista                 |                                  | Anteriormente Miss Mississippi 2002, semifinalista no Miss America 2003, Mississippi's Junior Miss 1998   |
| 2004      | Beth Richards          | Laurel         | 25     |                           |                                  | |
| 2003      | Allison Bloodworth     | Grenada        | 21     |                           |                                  | Anteriormente Miss Mississippi Teen USA 1999                                                              |
| 2002      | Heather Soriano        | Philadelphia   | 24     |                           |                                  | Anteriormente Miss Mississippi 1999                                                                       |
| 2001      | Melanie Vaughn         | Olive Branch   |        |                           |                                  | |
| 2000      | Angie Carpenter        | Greenwood      |        |                           |                                  | Anteriormente Miss Mississippi Teen USA 1994, semifinalista no Miss Teen USA 1994                         |
| 1999      | Kari Babski            | Gloster        |        |                           |                                  | |
| 1998      | Angel Whatley          | Jackson        |        |                           |                                  | |
| 1997      | Arlene McDonald        | Tupelo         |        |                           |                                  | Anteriormente Miss Mississippi Teen USA 1992, semifinalista no Miss Teen USA 1992                         |
| 1996      | Caroline Ramagos       | Soso           |        |                           |                                  | |
| 1995      | Jill Tullos            |                |        |                           |                                  | Casada com o senador Chris McDaniel                                                                       |
| 1994      | Leslie Jetton          |                |        |                           |                                  | Renunciou a seu título em março para se tornar porta-voz nacional da Caribe Corporations em Nova Orleans. |
| 1993      | Sherry Bowles          | Lambert        |        |                           |                                  | |
| 1992      | Tammy Johnson          |                |        |                           |                                  | |
| 1991      | Mitzi Swanson          |                |        |                           |                                  | |
| 1990      | Stephanie Teneyck      |                | 20     | Semi-finalista            | Miss Fotogenia                   | |
| 1989      | Laura Durrett          | Olive Branch   |        |                           |                                  | |
| 1988      | Dana Richmond          | Madison        | 20     | 5ª colocada               |                                  | 2ª colocada no Miss Internacional 1988                                                                    |
| 1987      | Katharine Manning      | Drew           | 24     | Semi-finalista            |                                  | Anteriormente Miss Mississippi 1984, 3ª colocada no Miss America 1985                                     |
| 1986      | Cindy Williams         | Hattiesburg    | 22     | 4ª colocada               |                                  | Semifinalista no Miss Internacional 1986                                                                  |
| 1985      | Camille Gilliland      | Meridian       |        |                           |                                  | |
| 1984      | Carla Green            | Biloxi         |        |                           |                                  | |
| 1983      | Becky Case             | Jackson        |        |                           |                                  | |
| 1982      | Nancy Perkins          | Marks          |        |                           |                                  | |
| 1981      | Angela Ashmore         |                |        |                           |                                  | |
| 1980      | Cheri Brown            | Meridian       |        |                           |                                  | Anteriormente Miss Mississippi 1978, vencedora preliminar em trajes de banho no Miss America 1979         |
| 1979      | Laurie Kimbrough       | Oxford         |        | 5ª colocada               |                                  | |
| 1978      | Wanda Gatlin           |                |        |                           |                                  | |
| 1977      | Leigh Tapley           | Jackson        |        |                           |                                  | |
| 1976      | Teresa Camp            |                |        |                           |                                  | |
| 1975      | Leigh Cross            |                |        |                           |                                  | |
| 1974      | Denise Clark           |                |        |                           |                                  | |
| 1973      | Karen Clements         |                |        |                           |                                  | |
| 1972      | Deborah Pawlik         |                |        |                           |                                  | |
| 1971      | Janey Gillis           |                |        |                           |                                  | |
| 1970      | Susan Ladner           | Pass Christian |        |                           |                                  | |
| 1969      | Rose Ray               |                |        |                           |                                  | |
| 1968      | Brenda Conerly         |                |        |                           |                                  | |
| 1967      | Lassie Cooke           |                |        |                           |                                  | |
| 1966      | Sem informações        |                |        |                           |                                  | |
| 1965      | Sem informações        |                |        |                           |                                  | |
| 1964      | Patricia Ann Turk      |                |        | Semi-finalista            |                                  | |
| 1963      | Joan Kenebrilde        | Hattiesburg    |        |                           |                                  | |
| 1962      | Sandra Mazur           | Jackson        |        |                           |                                  | |
| 1961      | Marlene Britsch        |                |        | Semi-finalista            |                                  | |
| 1954–1960 | Não competiu           |                |        |                           |                                  | |
| 1953      | Jessie Morgan          |                |        |                           |                                  | Semi-finalista no Miss America 1951                                                                       |
| 1952      | Carolyn Thomas         |                |        |                           |                                  | |

1 Idade à época do concurso Miss USA